# Serpenticobitis octozona
Serpenticobitis octozona es una especie de pez de la familia Cobitidae en el orden de los Cypriniformes.

## Morfología
• Los machos pueden llegar alcanzar los 5,4 cm de longitud total.
- Número de  vértebras: 33-35.[1][2]

## Hábitat
Vive en zonas de alta altitud.

## Distribución geográfica
Se encuentra en la  cuenca del río Mekong en Laos.